# Hitovi 2
Hitovi 2 – kompilacja zespołu Hari Mata Hari. Została wydana w 2000 roku.

## Tytuły piosenek
1. „Starac i more”
2. „Rođena si samo za mene”
3. „Zbog tebe”
4. „Znam priču o sreći”
5. „Ja sam kriv što sam živ”
6. „Poletjela golubica”
7. „Kad dođe oktobar" (verzija 2000)
8. „Otkad tebe nema”
9. „Nije čudo što te volim ludo”
10. „Da mi je ova pamet bila”
11. „Ja ne pijem”
12. „Nije zima što je zima”
13. „Emina”
14. „Ruža bez trna”
15. „Ti si mi droga”
16. „Sam pao, sam se ubio”
17. „Sedam rana”
18. „Ne bi te odbranila ni cijela Jugoslavija”
19. „Nije za te bekrija”
20. „Ja ne pijem”

## Członkowie zespołu

### Hari Mata Hari
- Hajrudin Varešanović – wokal
- Izo Kolećić – perkusja
- Karlo Martinović – gitara solo
- Nihad Voloder – gitara basowa